# Hoge Tatra
De Hoge Tatra (slow.: Vysoké Tatry, pl: Wysokie Tatry) is een gebergte op de grens van Slowakije en Polen. Het is een onderdeel van respectievelijk de Tatra, de Beskiden en de Karpaten. De wandelroute Tatranská Magistrála loopt door het gebied.

## Geografie
Het gebergte is het hoogste en ook het enige alpiene deel van de Tatra. Het ligt in het centrale noorden van Slowakije (4/5) en het Poolse gebied rond Zakopane (1/5); de streek rondom het Poolse Zakopane heet de Podhale. 
Het hoogste punt van de Tatra — en ook van de gehele Karpaten — is de Gerlachovský štít (2655 m), gelegen in Slowakije. De belangrijkste stad in de omgeving van de Hoge Tatra is Poprad, gelegen aan de rivier de Poprad, ten zuidoosten van het gebergte.
De hoogste top aan de Poolse kant is de Rysy (2499 meter). Een van de hoogste bergen is de Kriváň met een hoogte van 2494 meter. Deze berg staat ook op de achterzijde van de Slowaakse euromunten van 1, 2 en 5 cent. Voor Slowaken is de Kriváň een pelgrimsoord.

## Natuurgebied
De Hoge Tatra is een bijzonder natuurgebied en het belangrijkste skigebied van Slowakije en Polen. Het heeft de status van Nationaal Park (Slowaaks Nationaal park Tatra (Tatranský národný park) en Pools Nationaal park Tatra (Tatrzański park narodowy)). Ten tijde van het communisme werd het gebied vooral bezocht door wat meer welgestelden uit de Sovjet-Unie en andere Warschaupact-staten.

## Fotogalerij

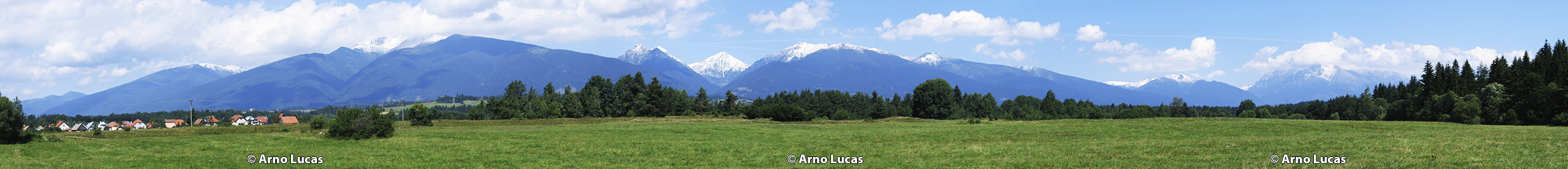
Hoge Tatra gezien vanuit Vavrišovo
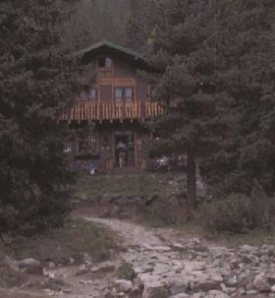
Hoge Tatra chalet
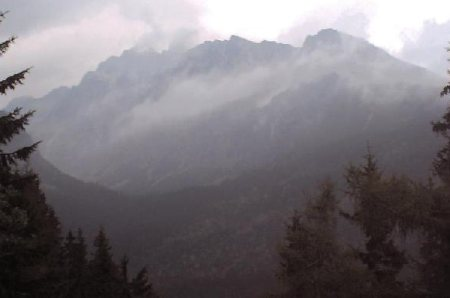
De Hoge Tatra ter hoogte van Starý Smokoveo (aug. 2000)
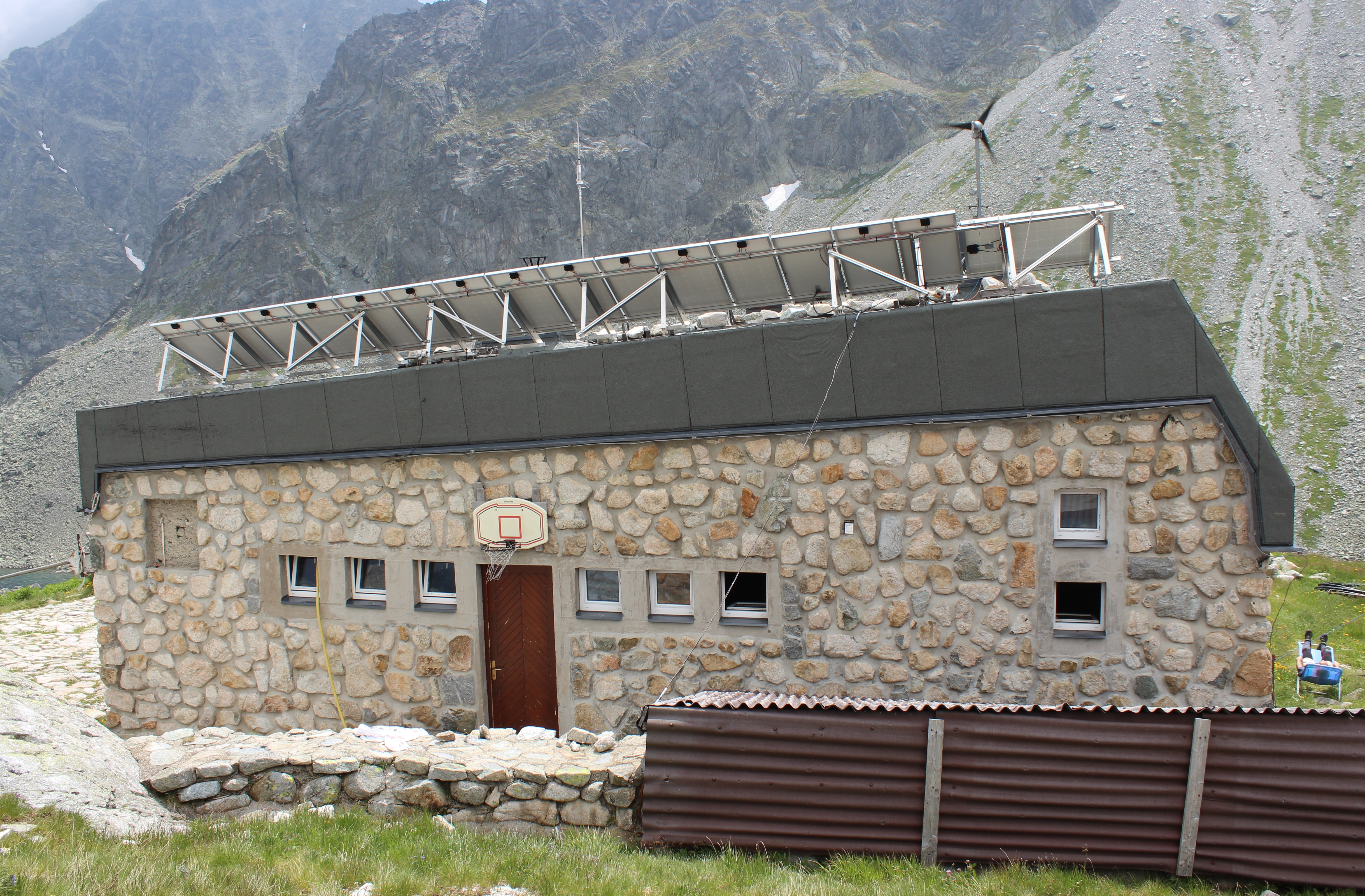
Vysoké Tatry, Zbojnická chata 2013
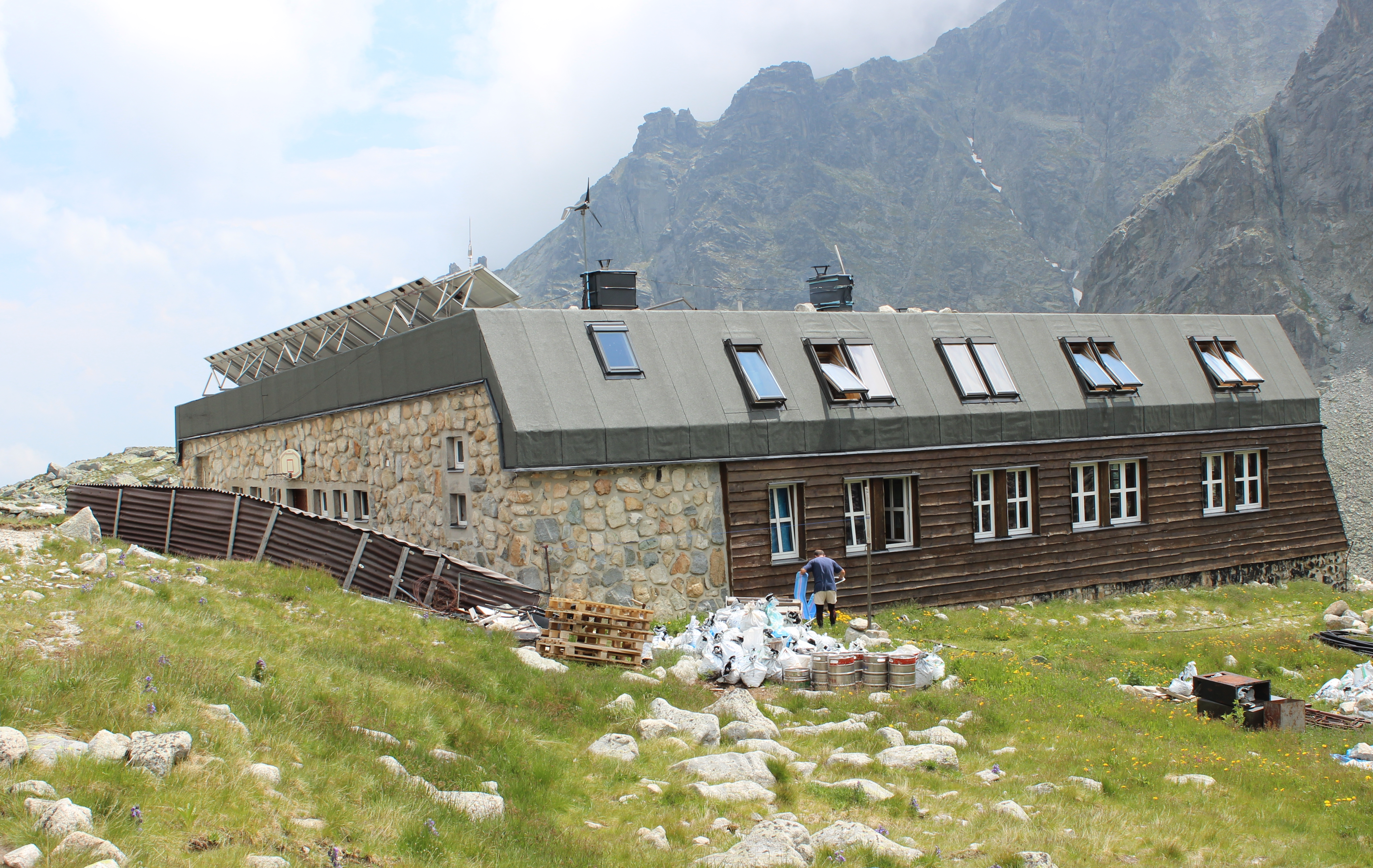
Vysoké Tatry, Zbojnická chata 2013
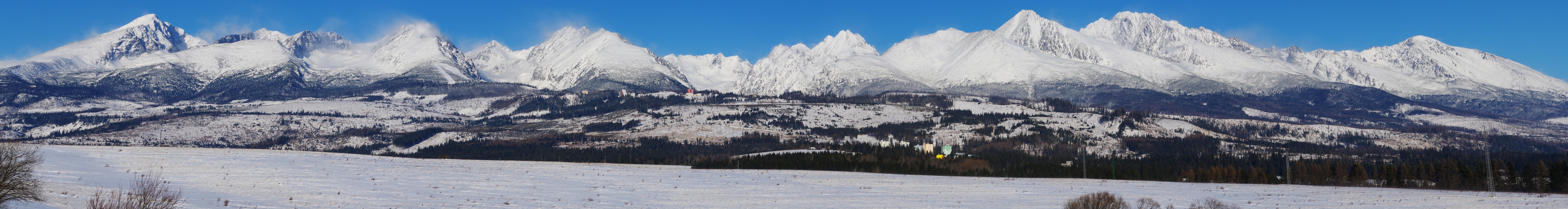
Hoge Tatra in de winter
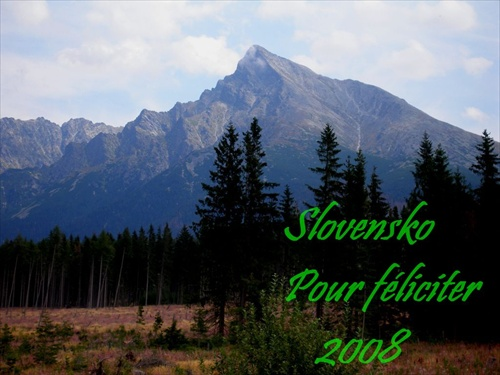
Kriváň
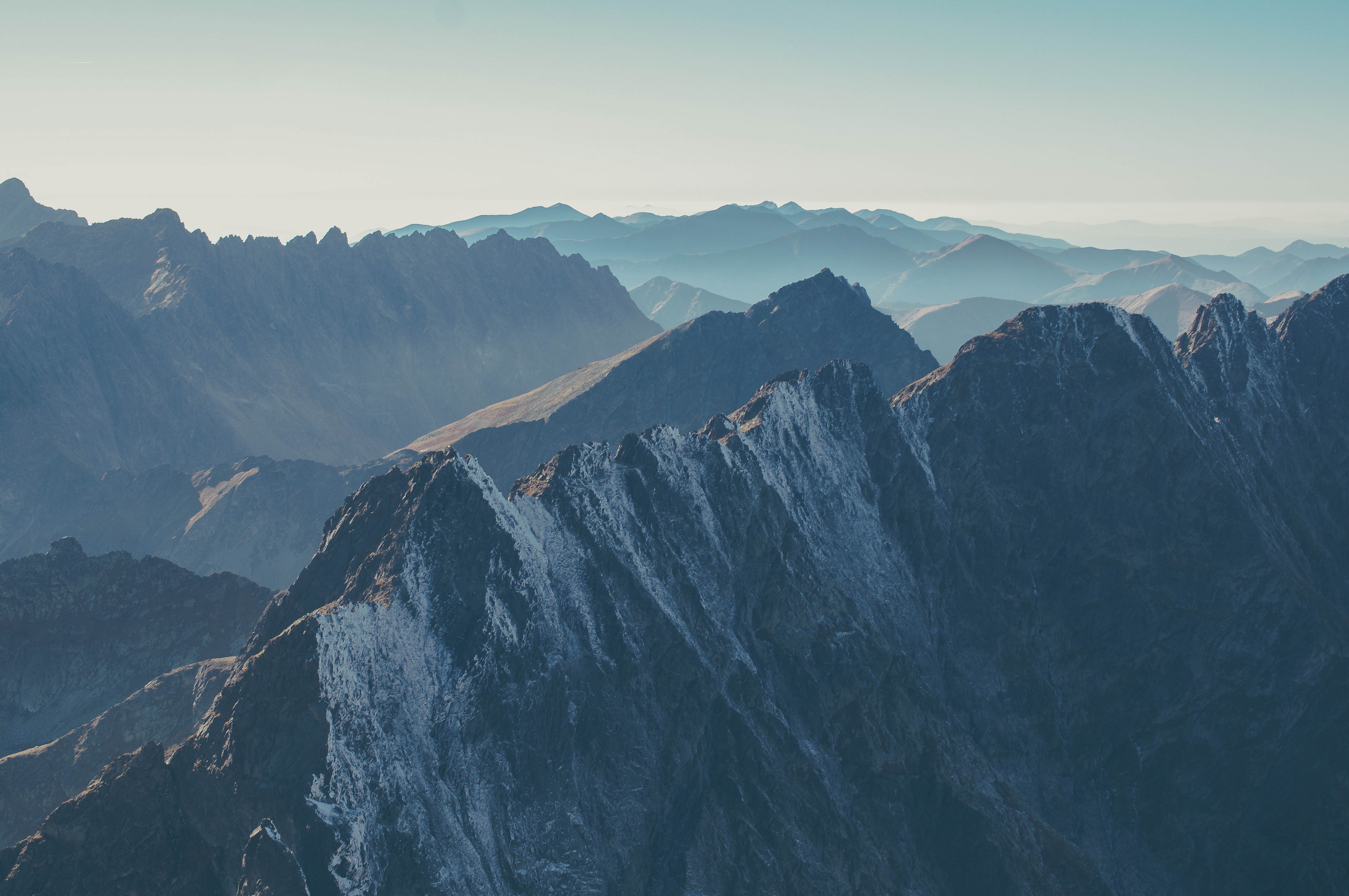
High Tatra mountain ridges (Unsplash)
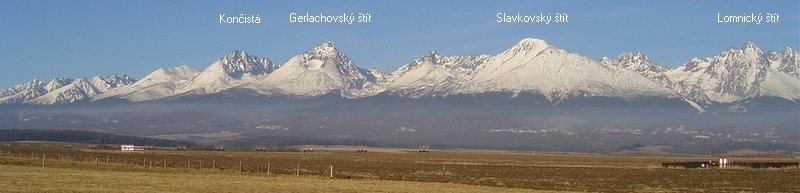
Panorama High Tatras from Poprad

## Grote meren
- Czarny Staw Gąsienicowy - 1624 m, 51 m diep; 17,94 ha
- Czarny Staw pod Rysami - 1583 m, 76 m diep; 20,64 ha
- Morskie Oko - 1395 m, 51 m diep; 34,93 ha
- Strbske Pleso - 1347 m, 20 m diep.
- Velke Hincovo Pleso - 1945 m, 54 m diep.
- Wielki Staw Polski - 1664 m, 79 m diep; 34,14 ha